# Jonathan Crombie
Jonathan David Crombie, född 12 oktober 1966 i Toronto, Ontario, död 15 april 2015 i New York, var en kanadensisk skådespelare. Crombie är mest känd för rollen som Gilbert Blythe"i tre filmatiseringar om Anne på Grönkulla.
Jonathan Crombie spelade fyra säsonger på Ontarios Stratford Shakespeare Festival där han medverkade i Förvillelser, Hamlet, Som ni behagar, Så tuktas en argbigga och som Romeo i Romeo och Julia. Han debuterade på Broadway i den kanadensiska musikalen The Drowsy Chaperone som "Mannen i stolen" 2007.
År 2014, skrev, producerade och regisserade Crombie och John Mitchell en dokumentär med titeln Waiting for Ishtar om filmen Ishtar från 1987. Dokumentären finansierades genom en crowdfundingkampanj; den var planerad att släppas 2015 och tillägnas Crombie. 
Crombie hade två äldre systrar och var son till David och Shirley Ann Crombie. Fadern var tidigare borgmästare i Toronto.

## Filmografi i urval
- 1985 – Anne på Grönkulla (TV-serie)
- 1986 – Bullies
- 1987 – Anne på Grönkulla 2 (TV-serie)
- 1988 – Mount Royal (TV-serie)
- 1988 – Alfred Hitchcock Presents (TV-serie)
- 1989 – The Jeweler's Shop
- 1991 – 21 Jump Street (TV-serie)
- 1992 – Vägen till Avonlea (TV-serie)
- 1993 – Matrix (TV-serie)
- 1993 – Class of '96 (TV-serie)
- 1998 – The Teddy Bears' Scare (TV-film) (röst)
- 1999–2000 – Power Play (TV-serie)
- 2000 – Anne på Grönkulla 3, Den fortsatta berättelsen (TV-film)
- 2003-2005 – Slings and Arrows (TV-serie)
- 2004-2010 – The Secret World of Benjamin Bear (TV-serie) (röst)
- 2013 – Cottage Country
- 2015 – The Good Wife (TV-serie)